# Nicholas Longworth (Winzer)

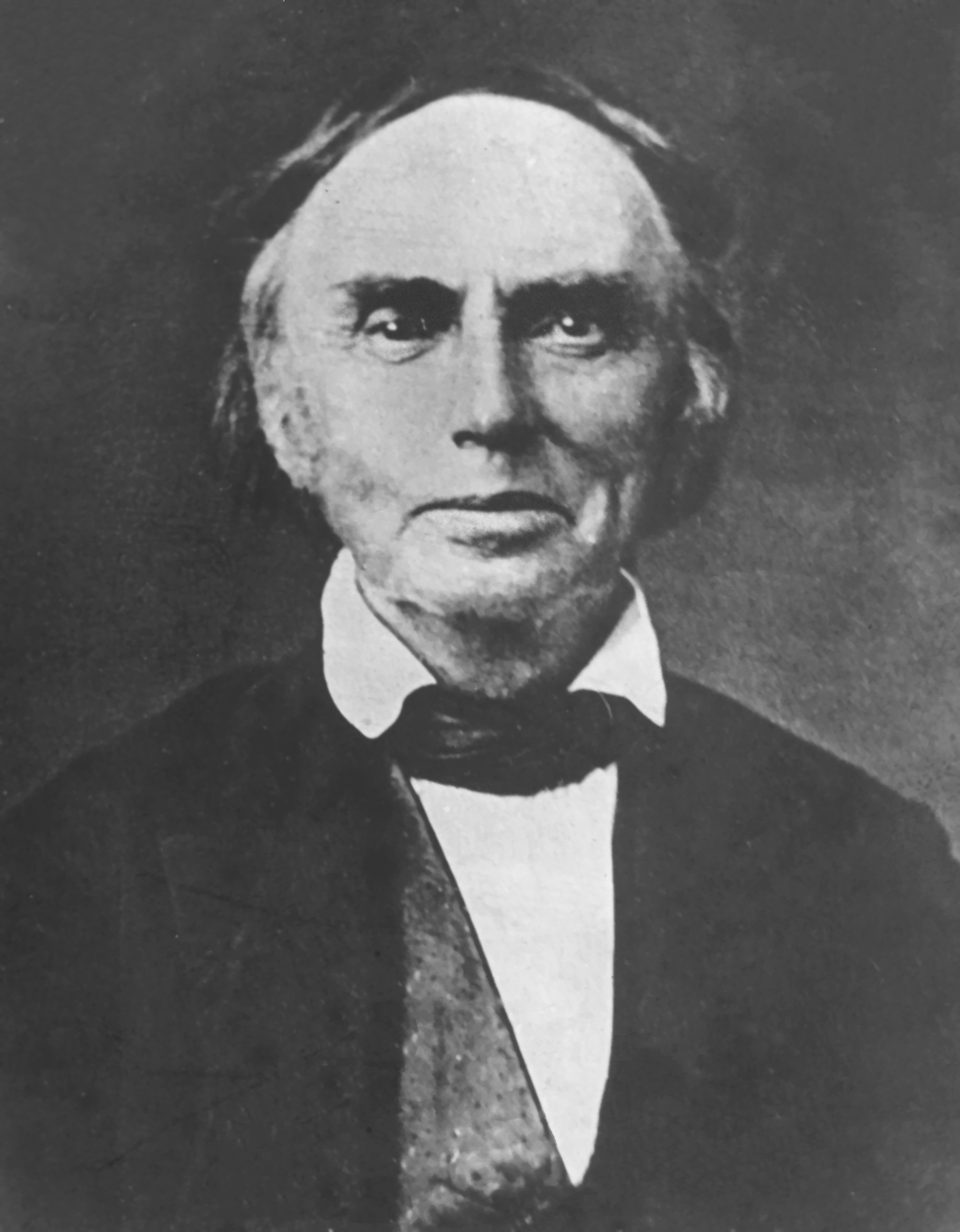
Nicholas Longworth (1860)

Nicholas Longworth (* 16. Januar 1783 in Newark, New Jersey; † 10. Februar 1863 in Cincinnati, Ohio) war ein US-amerikanischer Rechtsanwalt, Bankier, Immobilienkaufmann, Mäzen, Gartenbau-Experte und Winzer, der 1813 in Cincinnati im Ohio-Tal mit dem Anbau von Weinreben begann und seit den 1830er Jahren erfolgreich Catawba-Wein vermarktete. Durch Geschäfte mit Immobilien, Destillierapparaten und Wein wurde er vermögend. Bereits 1829 war er der reichste Mann des Staates Ohio, bis zur Mitte des 19. Jahrhunderts wurde er einer der reichsten Männer der Vereinigten Staaten.

## Leben

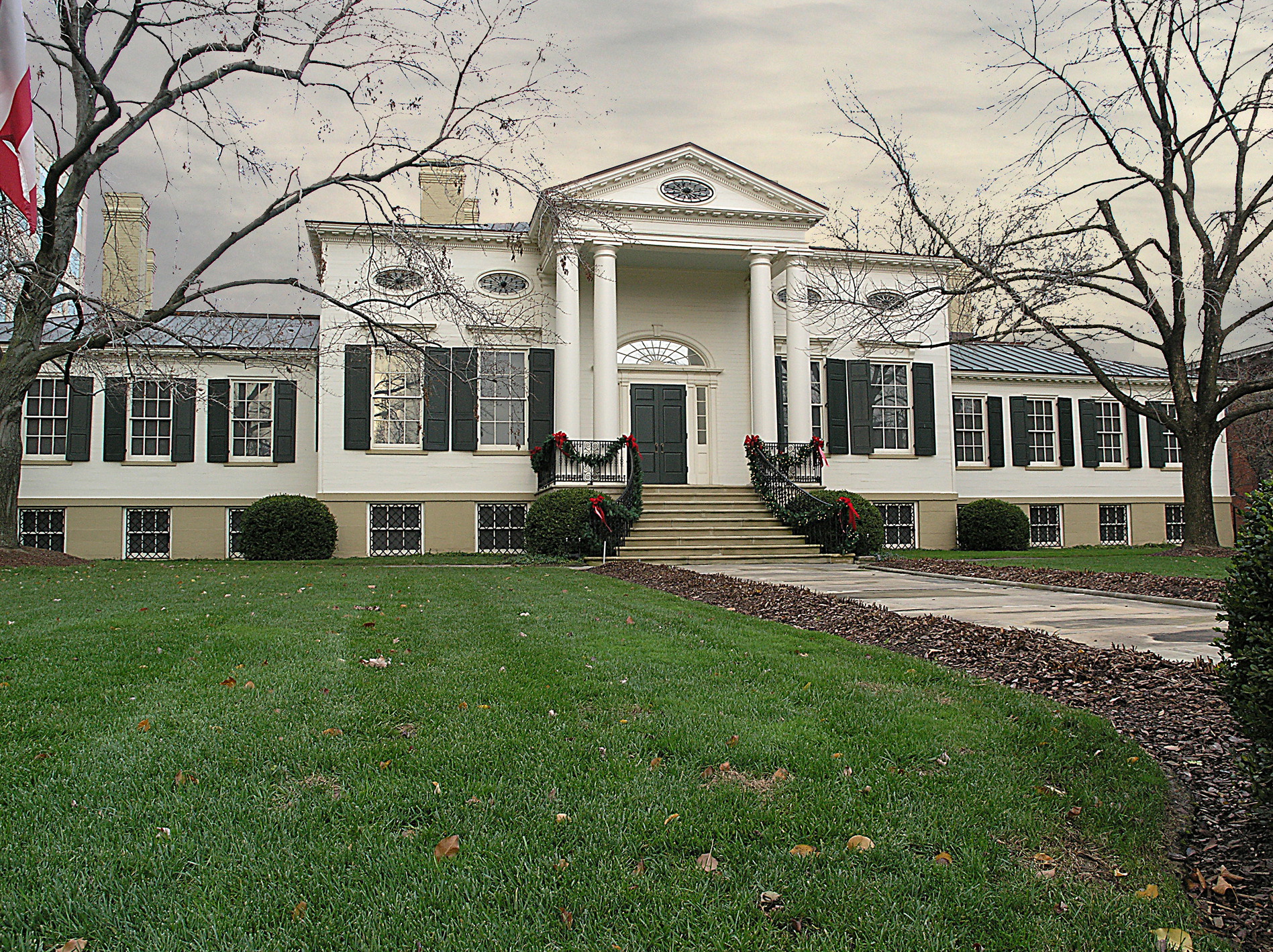
„Belmont“ – Wohnsitz von Nicholas Longworth von 1829 bis 1863

Longworth war ein Sohn des bekannten, aber verarmten Kaufmanns Thomas Longworth (1746–1816) und dessen Ehefrau Apphia Davis Vanderpoel (1745–1814). Nach dem Amerikanischen Unabhängigkeitskrieg hatte sein Vater als Loyalist fast den ganzen Besitz durch Konfiskation verloren. Longworth wuchs daher in ärmlichen Verhältnissen auf. Er erlernte das Schuhmacher-Handwerk und wurde im Alter von 18 Jahren Angestellter eines Verwandten in South Carolina. Ab 1804 erhielt er eine juristische Ausbildung bei Jacob Burnet in Cincinnati, wohin er 1803 als 21-Jähriger gezogen war, und wurde Rechtsanwalt. Außerdem machte er Geschäfte mit Immobilien, und zwar so erfolgreich, dass er 1819 den Rechtsanwaltsberuf aufgab, um sich verstärkt den Immobiliengeschäften zu widmen. 1807 heiratete er Susanna Howell (1786–1865), Tochter von Silas and Hannah (Vaughan) Howell. Das Paar, das fünf Kinder bekam, vier Töchter und den Sohn Joseph Longworth, erwarb 1829 am Rande der Stadt, am Mount Adams (damals Mount Ida), als Residenz eine Villa im Federal Style, genannt „Belmont“, heute Taft Museum of Art.

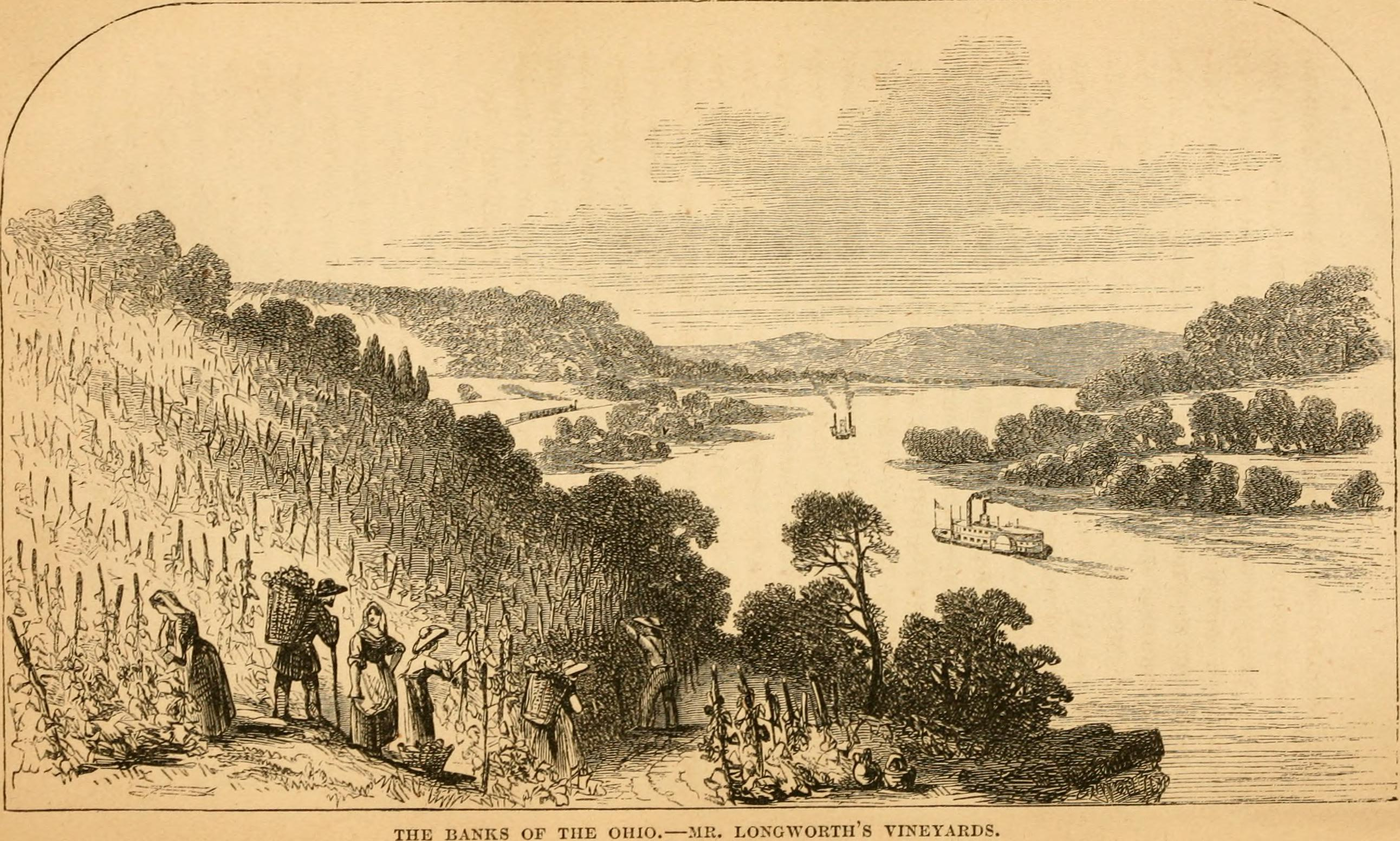
The Banks of the Ohio – Mr. Longworth’s Vineyards (Die Hänge des Ohio – Mr. Longworth’ Weinberge), Illustration, 1859

Interessiert am Gartenbau kultivierte er Erdbeeren und Weinreben. 1823 begann er am Rande Cincinnatis als einer der ersten mit dem Weinbau in Ohio. Hierzu probierte er zunächst Wein-Setzlinge aus, die er aus einer Schweizer Kolonie in Vevey (Indiana) bezogen hatte. Er experimentierte mit verschiedenen Rebsorten, etwa mit Jacquez, Herbemont, Alexander und Isabella, ab 1825 mit Catawba-Setzlingen, die er von dem Weinzüchter John Adlum (1759–1836) aus Maryland erhalten hatte. Bald entwickelte er aus dem Hobby ein Geschäft. Aus den Reben stellte er ab 1842 Schaumweine her, „Sparkling Isabella“ und „Sparkling Catawba“, die sich rasch großer Beliebtheit erfreuten, besonderes unter den zahlreichen deutschen Einwanderern Cincinnatis. Von 1830 bis in die 1860er Jahre vertrieb er seinen Wein in den Vereinigten Staaten, er exportierte ihn sogar bis nach Europa. 1851 hatte er Weinberge im Umfang von 130 Acres. Um 1860 produzierten seine Betriebe rund 150.000 Flaschen jährlich. Zur Förderung des Catawba-Weinbaus vergaben die Cincinnati Horticultural Society und danach die American Wine Growers’ Association of Cincinnati, denen er angehörte, den Longworth Cup. Auf der Great Exhibition in London ließ er 1851 seinen Catawba-Wein und weitere Weine ausstellen. Über seine Erfahrungen mit dem Weinbau und über seine Gedanken zum Weinbau publizierte Longworth diverse Abhandlungen.
Die Popularität des Weins, die Longworth die Beinamen „father of American grape culture“, „father of American wine“ sowie „the Western Bacchus“ oder „the real Bacchus of the West“ (Charles Mackay) eintrug, ermutigte zahlreiche Grundbesitzer und Pächter zum Weinbau im Ohio-Tal, so auch Sebastian Rentz, 1846 Gewinner des Longworth Cup. Auf der Basis großer finanzieller Ressourcen sicherte Longworth jedem Weinbauern im Umkreis von 50 Meilen zu, den Most der Catawba-Traube aufzukaufen. Dieses Angebot fand bei deutschstämmigen Weinbauern im Hamilton County großen Anklang. Am Ohio River entwickelte sich eine Weinbauregion, bald „Rhine of America“ genannt, nordostwärts bis zum Eriesee und den Finger Lakes. Sie war die größte in den Vereinigten Staaten der Antebellum-Zeit. Der Dichter Henry Wadsworth Longfellow widmete dem Getränk 1858 die Ode to Catawba Wine. Longworth’ Weinberge avancierten zu einem Landschaftsmotiv von Künstlern des Ohio-Tals.

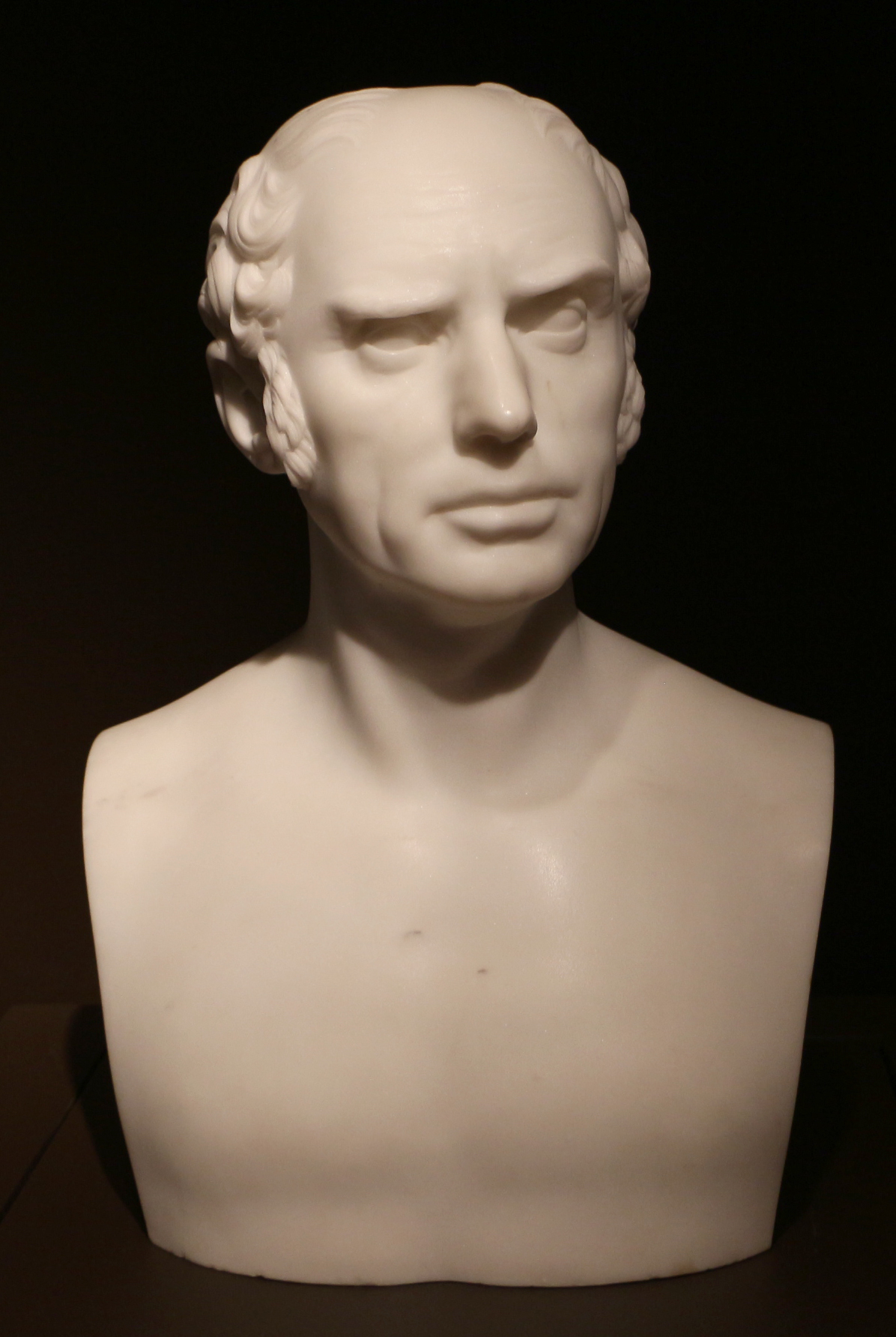
Nicholas Longworth, Marmorbüste von Hiram Powers, 1837/1850, Cincinnati Art Museum

Longworth war überzeugter Abolitionist und ein Gegner der aufkommenden Prohibitionsbewegung, deren Anhänger ihn als ein Mitglied der „wine drinking aristocracy“ schmähten. Longworth propagierte eine Yeoman-Identität wirtschaftlich unabhängiger Weinbauern. Allerdings hielt er sich nicht völlig an seine eigenen ethischen Grundsätze, indem er viele deutschstämmige Weinbauern durch befristete Pachtverträge in Abhängigkeit hielt. 1843 gehörte er zu den Gründern der Cincinnati Horticultural Society. Auch als Mäzen und Philanthrop machte er sich einen Namen. Über Weinkellern errichtete er ein viergeschossigen Wohnhaus mit 56 Apartments für Bedürftige. An Arme, die er „the devil’s poor“ nannte, ließ er Brot verteilen. Er sammelte Kunst, war Mitglied der 1847 gegründeten Western Art-Union sowie Präsident der 1851 in Cincinnati gegründeten National Portrait and Historical Gallery. Er förderte Künstler, etwa den Bildhauer Hiram Powers, dessen Sohn Longworth 1835 seinen Namen erhielt und zu dessen erster Einzelausstellung er 1842 seine Villa der Öffentlichkeit öffnete, den Maler Robert S. Duncanson, den er 1851 mit landschaftlichen Wandgemälden in seiner Villa beauftragte und dem er später eine Europareise finanzierte, und den Maler und Bildhauer Thomas Buchanan Read, den er bei der Gründung eines eigenen Ateliers unterstützte. Auch die Maler Alexander Helwig Wyant und Worthington Whittredge, später Präsident der National Academy of Design, gehörten zu den von ihm Geförderten. 1842 schenkte Longworth das Grundstück, auf dem das Cincinnati Observatory erbaut wurde.
Longworth, im Alter auch „Old Nick“ genannt, starb 80-jährig in Cincinnati. Er wurde in der Spring Grove Cemetery bestattet. Sein Enkel war der US-Army-General Nicholas Longworth Anderson, sein Urenkel der republikanische Politiker Nicholas Longworth IV.